# Bocaiúva do Sul
Bocaiúva do Sul est une municipalité brésilienne située dans l'État du Paraná.